# فرانک فیلیپس
فرانک فیلیپس (به انگلیسی: Frank Phillips) (زاده ۲۸ نوامبر ۱۸۷۳ - درگذشته ۲۳ اوت ۱۹۵۰) کارآفرین، بازرگان و صنعت‌گر آمریکایی بود، که در سال ۱۹۱۷ شرکت نفت فیلیپس را تأسیس نمود.
در تاریخ ۳۰ اوت ۲۰۰۲ شرکت کونوکو و شرکت نفت فیلیپس، با هم ادغام شدند و شرکت کونوکو فیلیپس تشکیل شد.